# Mammillaria humboldtii
Mammillaria humboldtii là một loài thực vật có hoa trong họ Cactaceae. Loài này được Ehrenb. mô tả khoa học đầu tiên năm 1842.